# Michaił Malinin
Michaił Siergiejewicz Malinin, ros. Михаил Сергеевич Малинин (ur. 16 grudnia?/28 grudnia 1899 we wsi Połutino, zm. 24 stycznia 1960 w Moskwie) – radziecki dowódca wojskowy, generał armii, szef sztabu – zastępca głównodowodzącego Grupy Wojsk Radzieckich w Niemczech, szef Głównego Zarządu Operacyjnego – I zastępca szefa Sztabu Generalnego Sił Zbrojnych ZSRR, Bohater Związku Radzieckiego (1945), deputowany do Rady Najwyższej ZSRR 3. i 4. kadencji.

## Życiorys
Urodził się we wsi Połutino, w rejonie antropowskim obwodu kostromskiego, w biednej rodzinie chłopskiej. Ukończył dwie klasy szkoły średniej. Następnie pracował w lesie jako drwal. Członek WKP(b) od 1931.
Służbę w Armii Czerwonej rozpoczął w 1919. Uczestnik wojny domowej. W 1919 jako szeregowy w 6 zapasowym pułku strzelców brał udział w tłumieniu wystąpień kontrrewolucyjnych w pow. kostromskim.
W 1922 ukończył II Moskiewską Oficerską Szkołę Piechoty. W latach 1922–1928 pełnił służbę w jednostkach wojskowych Moskiewskiego Okręgu Wojskowego – był dowódcą plutonu, zastępcą dowódcy kompanii, komendantem pułkowej szkoły podoficerskiej i dowódcą batalionu w 42 pułku strzeleckim. W 1931 ukończył studia w Akademii Wojskowej im. M. Frunzego. Po ukończeniu studiów był szefem sztabu 219 pułku strzeleckim, szefem wydziału w sztabie 45 Dywizji Strzeleckiej i szefem oddziału sztabu korpusu zmechanizowanego w Uralskim Okręgu Wojskowym. W 1933 ukończył wyższy kurs akademicki w Wojskowej Akademii Motoryzacji i Mechanizacji ACz. W latach 1933–1937 służył w Zabajkalskim Okręgu Wojskowym na stanowiskach: szefa sztabu 20 Samodzielnej Brygady Zmechanizowanej, szefa oddziału w sztabie Okręgu Wojskowego i dowódcy 32 Brygady Zmechanizowanej. Od 1938 w szkolnictwie wojskowym: był wykładowcą taktyki, starszym wykładowcą taktyki wojsk pancernych, kierownikiem kursu taktycznego na Leningradzkich kursach doskonalenia wyższych kadr dowódczych wojsk pancernych. 
Następnie w latach 1939–1940 brał udział w wojnie zimowej z Finlandią jako szef oddziału operacyjnego sztabu 9 Armii oraz zastępca szefa sztabu 9 Armii do spraw tyłów. Latem 1940 został wyznaczony na stanowisko szefa sztabu 7 Korpusu Zmechanizowanego Moskiewskiego Okręgu Wojskowego, funkcję tę pełnił do rozpoczęcia wojny z Niemcami.
Od czerwca 1941 na Froncie Zachodnim był szefem sztabu 16 Armii do 16 lipca 1942. Następnie był szefem sztabu szeregu Frontów: Briańskiego – od 20 lipca do 27 września 1942, Dońskiego – od 30 września 1942 do 15 lutego 1943, Centralnego – od 15 lutego do 20 października 1943, Białoruskiego – od 20 października 1943 do 23 lutego 1944 i od 6 – do 16 kwietnia 1944, 1 Białoruskiego – od 24 lutego do 5 kwietnia 1944 oraz od 16 kwietnia 1944 do 10 czerwca 1945. Na tych odpowiedzialnych stanowiskach brał udział w przygotowaniu i przeprowadzeniu operacji rozbicia niemieckich wojsk pod Stalingradem, Kurskiem oraz w operacjach: Białoruskiej, Warszawsko-Poznańskiej i Zachodniopomorskiej. 20 grudnia 1942 awansował na stopień generała porucznika, a 18 września 1943 – na stopień generała pułkownika.
Jako szef sztabu 1 Frontu Białoruskiego brał udział w operacji berlińskiej.
Postanowieniem Prezydium Rady Najwyższej ZSRR z 29 maja 1945 – za umiejętne dowodzenie wojskami frontów oraz przejawione w tym czasie męstwo i bohaterstwo nadano mu tytuł Bohatera Związku Radzieckiego wraz z wręczeniem Orderu Lenina i medalu Złota Gwiazda (nr 6456).
Po zakończeniu wojny – w latach 1945–1948 był szefem sztabu – zastępcą głównodowodzącego Grupy Wojsk Radzieckich w Niemczech. W latach 1948–1950 pełni funkcję szefa sztabu głównego i zastępcy Głównodowodzącego Wojsk Lądowych. Od 1950 był zastępcą Głównego Inspektora, następnie Głównym Inspektorem Armii Radzieckiej. Od 1952 do 1960 był szefem Głównego Zarządu Operacyjnego – I zastępcą szefa Sztabu Generalnego Sił Zbrojnych ZSRR. Pełniąc służbę na tym stanowisku koordynował działania wojsk radzieckich biorących udział w interwencji na Węgrzech jesienią 1956.
3 sierpnia 1953 awansował na stopień generała armii.
Był deputowanym do Rady Najwyższej ZSRR 3. i 4. kadencji. Był zastępcą członka Komitetu Centralnego KPZR w latach 1952–1956 oraz członkiem Centralnej Komisji Rewizyjnej KPZR w latach 1956–1960.
Zmarł 24 stycznia 1960 w Moskwie i został pochowany na Cmentarzu Nowodziewiczym.

## Ordery i odznaczenia
- Medal „Złota Gwiazda” Bohatera Związku Radzieckiego (29 maja 1945)
- Order Lenina – czterokrotnie (1942, 1945, 1945, 1959)
- Order Czerwonego Sztandaru – trzykrotnie (1943, 1944, 1950)
- Order Suworowa I stopnia – dwukrotnie (1944, 1945)
- Order Kutuzowa I stopnia – dwukrotnie (1943, 1956 – za interwencję na Węgrzech)
- Order Suworowa II stopnia (1943)
- Order Czerwonej Gwiazdy (1940 – za kampanię fińską)
- Medal za Obronę Moskwy
- Medal „Za obronę Stalingradu”
- Medal „Za wyzwolenie Warszawy”
- Medal „Za Zdobycie Berlina”
- Krzyż Srebrny Orderu Wojennego Virtuti Militari (Polska)
- Order Krzyża Grunwaldu III klasy (Polska)
- Krzyż Komandorski Orderu Imperium Brytyjskiego (1945, Wielka Brytania)[2]
- Order Wybitnej Służby (Wielka Brytania)